# Bregenstedt
Bregenstedt és un nucli del municipi d'Erxleben a l'estat de Saxònia-Anhalt. El 2008 tenia 539 habitants.
Es troba a la zona geogràfica del Magdeburger Börde que es va formar a la fi de la darrera era glacial, i que és caracteritzat per un terra molt fèrtil, avui molt important per a la cultura de la remolatxa sucrera. El centre és regat pel Krummbeek, un afluent del Beber que neix també al poble, més als sud, al mont Butterberg. El poble rural força enclavat només és connectat per a carreteres secundàries amb la carretera B1 a 7 km i l'autopista B2 a 10 km.
El primer esment escrit Bredenstede data de l'any 952. El poble, un típic rundling va desenvolupar-se en un cercle format pels carrers Winkel i Ölberg a l'entorn de l'església, construïda al cim d'un petit pujol. Mai no va tenir burgs. Era un feu dels comtes de Walbeck, tot i que el monestir d'Helmstedt i els senyors d'Alvensleben també hi havia propietats. Fins a l'1 de gener del 2010 era una municipi independent.
Monuments llistats
- L'església
- El carrer Ölberg (mont de l'Oli)
- La rectoria (1617)

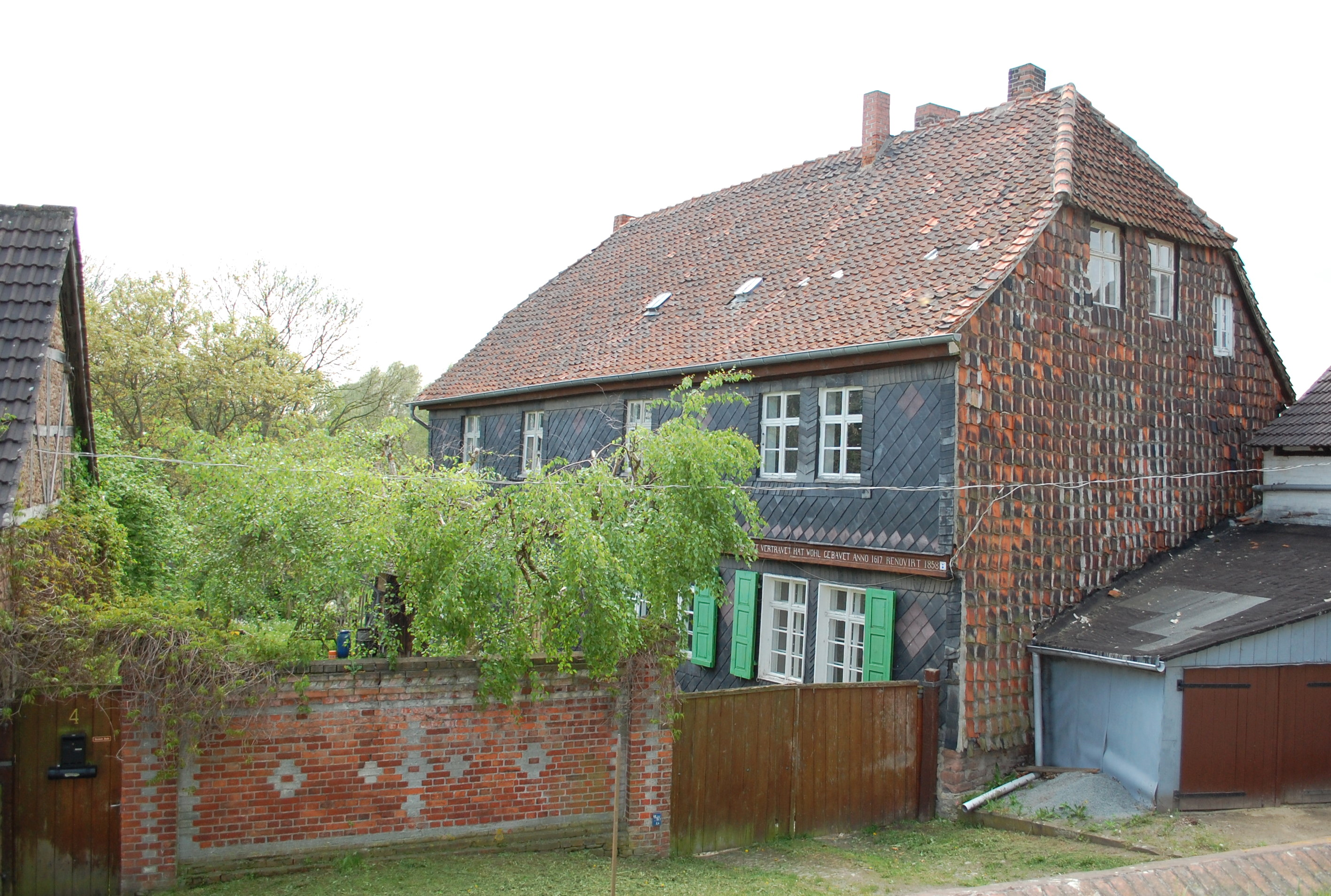
Rectoria
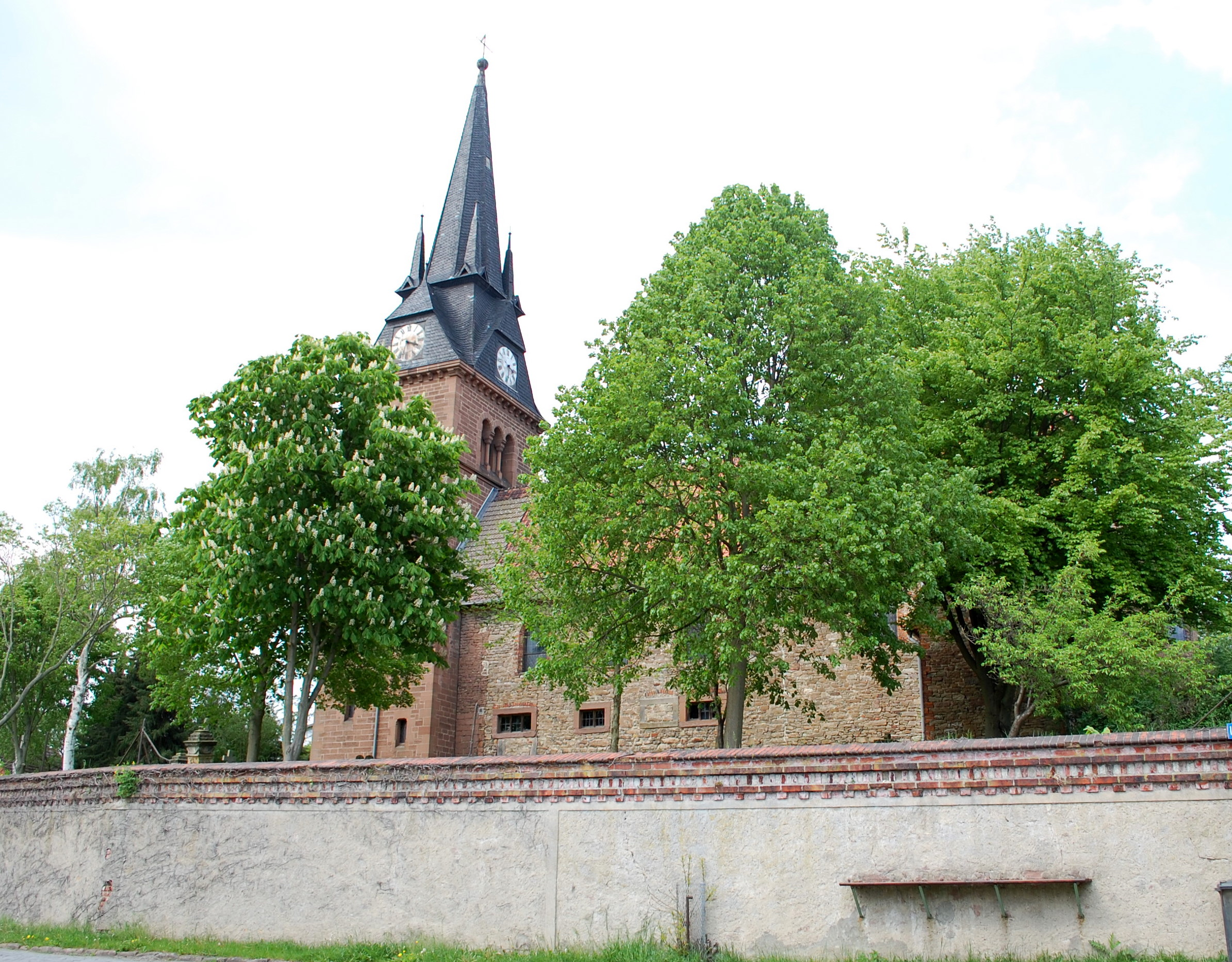
Església

## Enllaços i referències
A Wikimedia Commons hi ha contingut multimèdia relatiu a: Bregenstedt

1. ↑  «Bregenstedt», Web official d'Erxleben, [Consulta 20 d'octubre del 2014]
2. ↑  Destatis. «Änderungen bei den Gemeinden Deutschlands, siehe 2009, 2. Liste (Modificiacions de municipis d'Alemanya, vegeu 2009, llista 2)» (en alemany).   Statistische Bundesamt (Servei federal d'estadística), 2009. [Consulta: 20 octubre 2014].